# Henri Meert
Henri Meert (Schaerbeek, 27 agosto 1920 – Anderlecht, 18 maggio 2006) è stato un calciatore belga, di ruolo portiere.

## Carriera

### Club
Ha giocato per diciotto stagioni con l'Anderlecht, con cui ha vinto per otto volte il campionato belga.

### Nazionale
Ha giocato complessivamente 33 partite con la maglia della Nazionale belga.

## Palmarès

### Club

#### Competizioni nazionali
- Campionato belga: 8

Anderlecht: 1946-1947, 1948-1949, 1949-1950, 1950-1951, 1953-1954, 1954-1955, 1955-1956, 1958-1959